# David Berkowitz
David Richard Berkowitz (Brooklyn, Nueva York; 1 de junio de 1953) es un asesino en serie estadounidense, conocido como «El hijo de Sam» o «El asesino del calibre 44».
Cometía sus crímenes disparando a sus víctimas con un revólver Charter Arms Bulldog, causándoles la muerte a seis de ellas.
Poco después de su arresto en agosto de 1977, Berkowitz confesó haber asesinado a seis personas y haber herido a otras siete en 8 tiroteos en Nueva York entre 1976 y 1977, siendo encarcelado posteriormente en 1977. Además, declaró que un demonio que había poseído al perro de su vecino le ordenó cometer los asesinatos.
Berkowitz cambió luego su declaración y afirmó que fue el autor solamente de dos tiroteos, en los que asesinó personalmente a tres personas e hirió a una cuarta. Las otras víctimas fueron asesinadas, según Berkowitz, por miembros de una violenta secta satánica de la cual él era miembro. Aun cuando permanece como la única persona culpada o procesada por los tiroteos, algunas autoridades discuten que la declaración de Berkowitz es creíble: de acuerdo con John Hockenberry antiguamente de MSNBC y NPR, muchos oficiales involucrados en el caso original del «Hijo de Sam» sospecharon que más de una persona cometió los homicidios. Hockenberry también informó que el caso fue reabierto en 1996 y que aún no ha sido cerrado.

## Ataques
- 29 de julio de 1976: Donna Lauria y Jody Valenti estaban dentro de su coche cuando un hombre disparó contra ellas, provocando la muerte instantánea de Donna e hiriendo a Jody.
- 23 de octubre de 1976: Carl Denaro y Rosemary Keenan charlaban dentro de su automóvil cuando un hombre desconocido les disparó cinco veces, lo que provocó heridas superficiales a Rose, mientras que Carl sufrió una grave lesión craneal.
- 26 de noviembre de 1976: Donna DeMasi y Joanne Lomino regresaban caminando del cine cuando un hombre se acercó fingiendo hacerles una pregunta para luego dispararles, provocando graves heridas en Donna y Joanne, la cual quedó parapléjica.
- 30 de enero de 1977: Christine Freund y John Diel, una pareja de novios, se preparaban para salir a bailar cuando su atacante disparó en tres ocasiones contra su vehículo, provocando heridas leves en John y muy graves en Christine, la cual falleció en el hospital.
- 8 de marzo de 1977: Virginia Voskerichian. Su atacante se acercó a ella y le disparó en la cara. Ella, intentando protegerse, se cubrió el rostro con sus libros, pero aquel escudo improvisado no impidió su fallecimiento.
- 17 de abril de 1977: Alexander Esaú y Valentina Suriani, una pareja de novios, se estaban besando en su automóvil cuando se acercó un hombre y les disparó en dos ocasiones a cada uno. Valentina falleció en el lugar de los hechos, mientras que Alexander falleció en el hospital varias horas después. El asesino dejó una nota manuscrita para la policía en la escena del crimen.
- 26 de junio de 1977: Sal Lupo y Judy Placido habían salido de la discoteca "Elephas" y cuando se encontraban en su automóvil, fueron alcanzados por tres disparos. Sus heridas fueron leves y ambos sobrevivieron, probablemente debido a que el atacante se sobresaltó al escuchar los ladridos de un perro.
- 31 de julio de 1977: Stacy Moskowitz y Robert Violante, estos dos que eran pareja también, estaban dentro de un automóvil estacionado cerca de un parque, cuando un hombre se acercó y les disparó. Stacy falleció horas después en el hospital, mientras que Robert perdió un ojo y el 80% de la visibilidad del otro.

## Indicios forenses en la escena del crimen
En este caso concreto, no se encontraron indicios de tipo biológico sino que, más bien, indicios de tipo explosivo y combustión. Esto sucedió al encontrar una bala del arma que solía utilizar en la escena del crimen, lo que dio pistas sobre su modus operandi. 
- Características de la escena. La escena del crimen tenía lugar en sitios públicos, abiertos, teniendo preferencia por boca calles en horarios nocturnos o de madrugada. El sujeto, solía llegar a pie a la escena del crimen, sin embargo, según un testimonio ofrecido por un testigo ocular, el primer ataque lo hacía en un automóvil amarillo.
- Características de las víctimas. Se trataba de sujetos que salían de locales nocturnos, a altas horas de la noche y solían dirigirse a sus automóviles. Además, eran sujetos de clase media alta que estaban en circunstancias de acercamiento amoroso, sin embargo, a veces eran sujetos que simplemente interactuaban socialmente. Esto las hacía más accesibles debido al lugar por ser público.
- Método de aproximación. Atacaba a sus víctimas por sorpresa, incluso llegaba a atacarles por la espalda disparándoles a quemarropa.
- Método de ataque. No tenía ninguno concreto, no tenía un previo acercamiento verbal o físico con ellas. Las atacaba con su arma y luego comenzaba a huir de la escena del crimen sin dejar rastro.

Finalmente, se comenzó a manejar la hipótesis de que lo que jugó en su contra fue su patología mental, su psicosis, más específicamente su esquizofrenia y aspectos más avanzados de la paranoia de personalidad. Esto se debe a que conforme avanzó el caso y comenzó a haber más alarma social, aumentó su interés por sentirse alguien en la sociedad lo que no fue positivo para continuar en el anonimato, así que comenzó a descuidar y fallar en su modus operandi. 
Referencia recomendada: "El hijo de Sam": un caso paradigmático de la psicología forense actual.

## Condena
Los investigadores comprobaron que una matrícula asociada a un vehículo tenía multas de aparcamiento en las proximidades de las escenas de los crímenes a las mismas horas en que éstos se producían. Tras cotejar las multas, se identificó a David Berkowitz como el propietario del vehículo. Finalmente, el 10 de agosto de 1977 fue detenido tras acceder a su automóvil.
El 12 de junio de 1978 fue sentenciado a seis cadenas perpetuas en prisión y cumple su condena en la Prisión Estatal de Attica, siendo calificada como un centro de máxima seguridad.

## Menciones en la cultura popular
- La canción «Jumping At Shadows» de la banda británica de Death Metal, Benediction, parte de su segundo álbum de estudio The Grand Leveller, trata sobre Berkowitz, incluyendo en sus letras un extracto de la carta que este envió al Daily News, recibida por el columnista Jimmy Breslin: "Hello from the gutters of the city, filled with vomit, stale wine, urine and blood. Greetings from the roaches that feed upon the blood of all my victims. I appreciate your interest in me, but now I asked... What of your children?" ("Hola desde las alcantarillas de la ciudad, llenas de vómito, vino rancio, orina y sangre. Saludos de las cucarachas que se alimentan de la sangre de todos mis víctimas Agradezco tu interés en mí, pero ahora te pregunto... ¿Qué hay de tu ¿niños?").

- La canción «Son Of Sam» escrita por Jimmy Zero, es incluida en el segundo álbum de estudio We Have Come for Your Children de los Dead Boys banda estadounidense de punk rock formada en Cleveland en 1976.

- El artista de metal industrial Marilyn Manson realizó una versión de la canción «Iron Man» de Black Sabbath titulada «Sam Son of Man», donde habla de los crímenes cometidos por Berkowitz. A su vez, uno de los miembros fundadores de la banda, Scott Putesky, recibe el nombre de Daisy Berkowitz, en referencia al asesino.

- En la serie de televisión Seinfeld, sexta temporada,  episodio veintiuno «El club de diplomáticos», Newman tiene un bolso de Cartero que le perteneció a Berkowitz y se hizo del ya que cubrió su ruta, Kramer usa el bolso como garantía en un juego de apuestas con un empresario de Dallas.

- En la serie de televisión Legends of Tomorrow en el capítulo 11 de la 5ª temporada, cuando Gary Green adopta a un perro del infierno se menciona que es el demonio del perro de Sam.

- La película del año 1999 Summer of Sam aborda las tensiones creadas por los asesinatos en un barrio del Bronx. La película tiene una gran carga de contenido referencial a la verdadera historia del asesino (interpretado por Michael Badalucco), e incluso se puede ver su rostro real en algunos periódicos.

- También se retrata a Berkowitz en películas como Son of Sam (1999) o en el telefilme de la CBS Out of the Darkness (1985). También tiene un rol significativo en una de las subtramas de la miniserie The Bronx Is Burning (2007).

- El hijo de Sam es mencionado muchas veces en la serie policíaca Mentes criminales, usándolo como ejemplo para explicar algunos comportamientos criminales.

- En el libro Noche caliente de Lee Child se le menciona como personaje secundario.

- En el libro I'm not a Serial Killer de Dan Wells se menciona continuamente.

- En la introducción del episodio diecisiete de la cuarta temporada de The Vampire Diaries, se le pregunta a Damon Salvatore si se trata justamente de «El hijo de Sam» luego de haber asesinado a una mujer en presencia de su novio, a lo cual Damon contesta «Hijo de Giuseppe, pero casi», para posteriormente asesinar de igual manera a este hombre.

- En la canción de Ivy Levan «Hot Damn», en la frase «it's enough to make me crazy like the son of Sam» («es suficiente para volverme loca como el hijo de Sam»).

- En la canción de Tori Amos «Way Damn», en la frase «Yes I am the anchorman dining here with Son of Sam» («Sí, soy el presentador cenando aquí con el hijo de Sam»).

- En el episodio uno de la segunda temporada de la serie animada Rick y Morty, creada por los escritores Dan Harmon y Justin Roiland, Berkowitz es mencionado por uno de los protagonistas al momento en el que se encuentran con Schleemypants, un oficial de la policía interdimensional.

- En la canción de Cypress Hill «Insane in the brain» en el primer verso, b-real hace mención diciendo: «like a spam, get done when I come and slam damn, i feel like the son of Sam» («al igual que el spam, hazlo cuando venga y golpee, me siento como el hijo de Sam»).

- En la canción de la banda alemana Cinema Bizarre «Get Off», en el primer verso se le hace mención diciendo: «Imagination baby can take you far, Don't be afraid to come off slightly bizarre, It can be scary baby ghostly I am, I'm coming through like I'm the" Lost son of Sam "Lost son of Sam"» («La imaginación puede llevarte lejos, no tengas miedo de convertirte en algo bizarro, puede ser terrorífico lo fantasmagórico que soy, voy llegando como el "hijo perdido de Sam"»)

- En el primer capítulo de la primera temporada de la serie de Netflix Mindhunter se le menciona. Posteriormente en el segundo capítulo de la segunda temporada aparece de manera ficticia siendo entrevistado.
- En la serie de Amazon Prime La Purga, basada en las obras de ficción homónimas, se cita su nombre seguido de "El Hijo de Sam" y apareciendo una máscara con su rostro.
- En la serie CSI: Nueva York se le menciona en la temporada 5, episodio 21.

- En el episodio 10 de la octava temporada de Bones, la Dra. Saroyan lo menciona, haciendo alusión a que fue capturado por la policía gracias a un ticket de estacionamiento.

- En el episodio 7 de la segunda temporada de la serie de Netflix Daredevil, se le hace una breve mención en la que es comparado a "The Punisher" por sus crímenes.
- Se le menciona en el episodio 7 de la serie Dexter: Original Sin.
- La canción "El Hijo de Sam", del músico argentino Sergio Makaroff, relata en primera persona las elucubraciones y delirios del personaje durante sus cacerías nocturnas.